# Pierre Pibarot
Pierre Pibarot (ur. 23 lipca 1916 w Alès, zm. 26 listopada 1981) – francuski piłkarz grający na pozycji obrońcy. W latach 1951–1954 był selekcjonerem reprezentacji Francji.

## Kariera piłkarska
Karierę piłkarską Pibarot rozpoczął w klubie Olympique Alès. Grał w nim w latach 1934–1939. Następnie odszedł do FC Sochaux-Montbéliard, w którym występował do końca swojej kariery, czyli do 1945 roku.

## Kariera trenerska
Po zakończeniu kariery piłkarskiej Pibarot został trenerem. W latach 1945–1948 prowadził Olympique Alès. W 1948 roku został trenerem pierwszoligowego Nîmes Olympique. Międzyczasie w 1951 roku został selekcjonerem reprezentacji Francji. Prowadził ją na mistrzostwach świata w Szwajcarii. Na tym mundialu Francja przegrała 0:1 z Jugosławią i wygrała 3:2 z Meksykiem.
W latach 1958–1964 Pibarot prowadził RC Paris, a w latach 1964–1967 - ponownie Nîmes Olympique.